# Bastó de caramel
El bastó de caramel és un dolç fet de caramel dur amb la forma d'un bastó. Tradicionalment és de color blanc amb barres vermelles, amb gust de menta pebrera o canyella. També pot tenir altres sabors, i les seves barres poden ser de diferents colors i grossors. És un caramel típic de Nadal, però és possible trobar-ho en les tendes de llaminadures durant tot l'any. Els colors i disseny dels bastons de caramel també apareixen en alguns senyals marítims costaners i en fars. Als Estats Units adornen les entrades a les barberies i perruqueries.